# Larwa
Larwa (łac. larva – maska, widmo, lm larvae) – postać i stadium rozwoju postembrionalnego (młodocianego) zwierzęcia, charakteryzujące się możliwością wzrostu, często różniące się anatomicznie, fizjologicznie i ekologicznie od postaci dojrzałej osobników tego samego gatunku. Występuje powszechnie w rozwoju bezkręgowców, ryb i płazów.

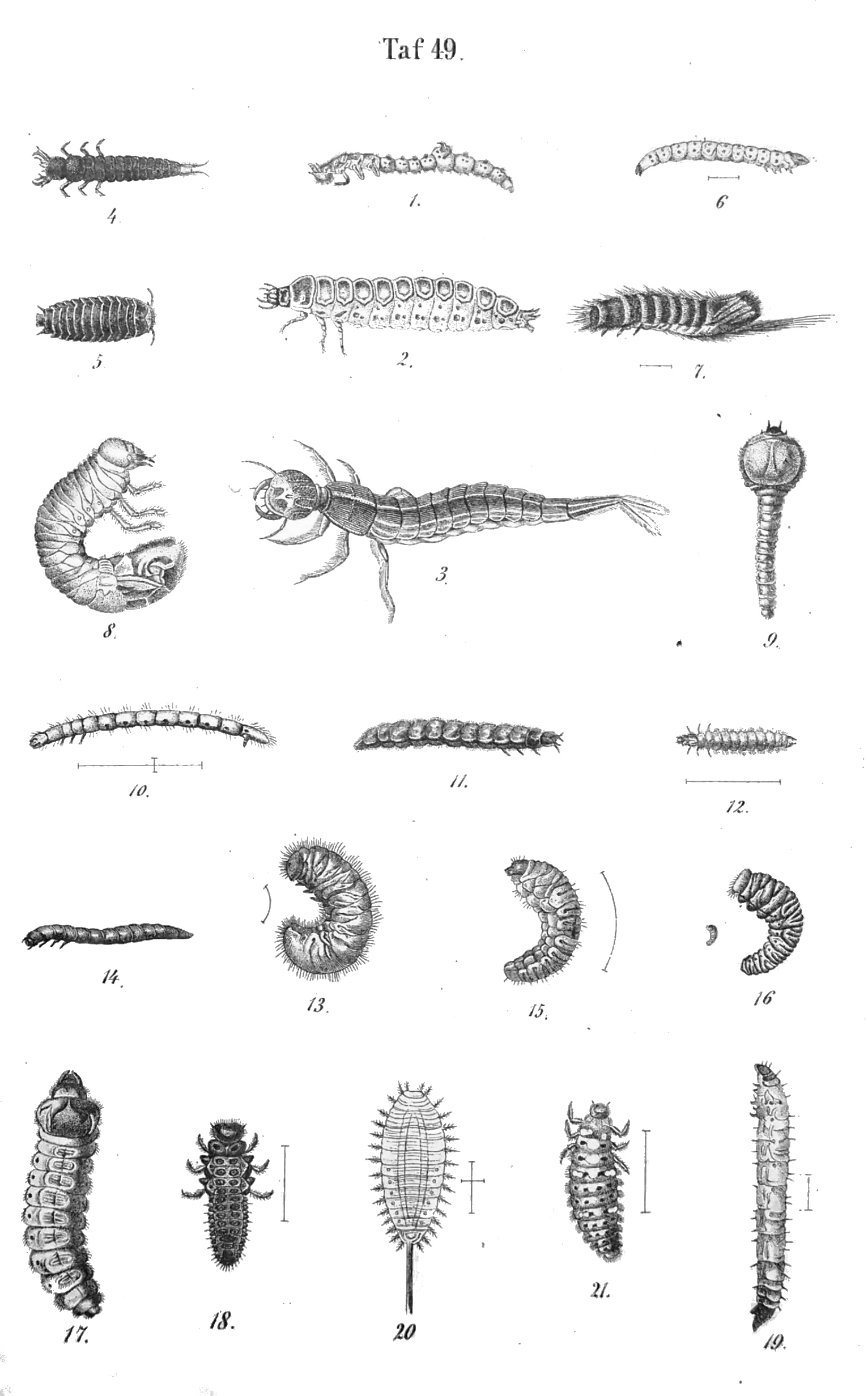
Różne typy larw chrząszczy

## Charakterystyka ogólna
Stadium larwalne występuje w rozwoju osobniczym zwierząt, które składają jaja o ilości żółtka niewystarczającej do pełnego rozwoju od zarodka do postaci dojrzałej płciowo. Osobnik młodociany w postaci larwy może samodzielnie pobierać pokarm ze środowiska. Często może też realizować ekspansję terytorialną gatunku. Larwy mają narządy cenogenetyczne, czyli specyficzne dla zarodka, nieprzydatne w życiu osobnika dorosłego, nazywane narządami larwalnymi, oraz dobrze wykształcone narządy gębowe. Zwykle nie rozmnażają się – wyjątkiem są występujące u niektórych gatunków zjawiska pedogenezy i neotenii. Niektóre larwy tylko nieznacznie różnią się od postaci dorosłych, a u innych różnice w budowie, trybie życia, a często także zajmowanego środowiska są na tyle duże, że w wielu przypadkach formy larwalne opisywano jako odrębne gatunki, np. leptocefale. 
W dalszym etapie rozwoju osobniczego następuje przeobrażenie (metamorfoza), podczas którego zanikają narządy larwalne. 

## Typy larw

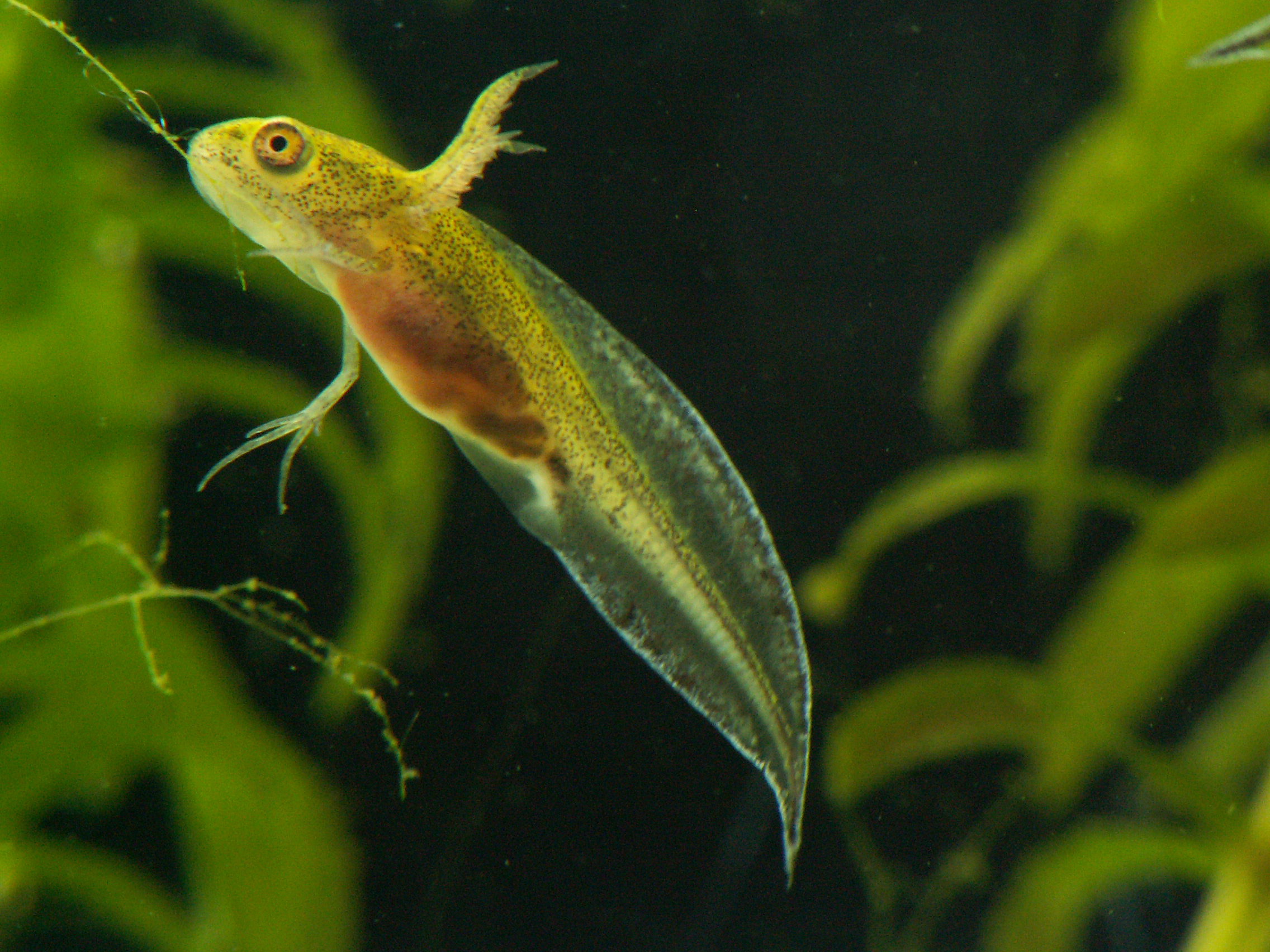
Larwa traszki grzebieniastej

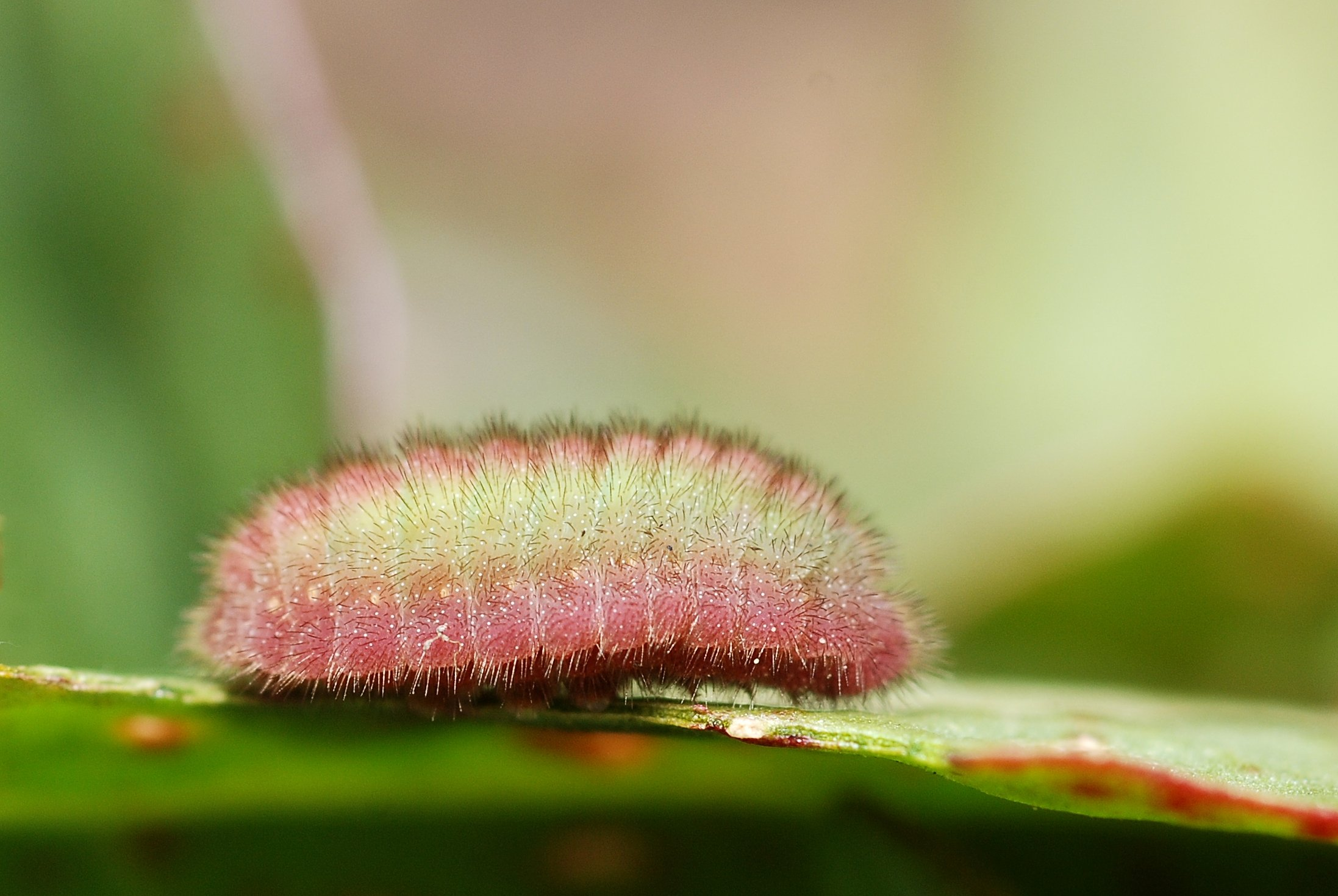
Larwa motyla Lycaena phlaeas (Czerwończyk żarek)

Rozróżnia się wiele typów form larwalnych, charakterystycznych dla poszczególnych grup systematycznych. U niektórych gatunków może istnieć więcej niż jedno stadium larwalne.
| Nazwa larwy                    | Grupa                                               |
| ------------------------------ | --------------------------------------------------- |
| akantella                      | kolcogłowy                                          |
| akantor                        | kolcogłowy                                          |
| aksolotl                       | ambystoma meksykańska                               |
| aktinotrocha                   | kryzelnice                                          |
| aktinula                       | niektóre stułbiopławy                               |
| amfiblastula                   | gąbki                                               |
| aurikularia (usznica, uszatka) | strzykwy                                            |
| bipinnaria (dwurzęsica)        | rozgwiazdy                                          |
| brachiolaria (ramienica)       | rozgwiazdy                                          |
| celoblastula                   | gąbki                                               |
| cerkaria                       | przywry wnętrzniaki                                 |
| czerw                          | wiele błonkoskrzydłych i muchówek                   |
| dipleurula                     | szkarłupnie i półstrunowce                          |
| doliolaria (witellaria)        | strzykwy                                            |
| drutowiec                      | sprężykowate                                        |
| echinopluteus (pluteus)        | jeżowce i niektóre wężowidła                        |
| efyra                          | krążkopławy                                         |
| gąsienica                      | motyle                                              |
| glochidium                     | skójkowate                                          |
| kijanka                        | płazy bezogonowe                                    |
| koracydium                     | tasiemce                                            |
| larwa Desora                   | wstężnice                                           |
| larwa Ivaty                    | wstężnice                                           |
| larwa Gotta                    | wirki                                               |
| larwa Schmidta                 | wstężnice                                           |
| larwa Müllera                  | wirki                                               |
| larwa Pandory                  | lejkogębce                                          |
| leptocefal                     | elopsopodobne                                       |
| metacerkaria                   | przywry wnętrzniaki                                 |
| metatrochofora                 | jedna z form larwalnych u wieloszczetów             |
| mikrofilaria                   | nicienie z rodziny Filariidae                       |
| miracydium (dziwadełko)        | przywry wnętrzniaki                                 |
| nimfa (ostatnie stadium)       | jętki, krótkoczułkowe, pluskwiaki, ważki, pajęczaki |
| ofiopluteus                    | wężowidła                                           |
| parenchymula                   | gąbki                                               |
| pędrak                         | chrząszcze                                          |
| pilidium (pillidium)           | wstężnice                                           |
| planula                        | większość stułbiopławów                             |
| plerocerkoid                   | tasiemce                                            |
| pływik                         | wiele skorupiaków                                   |
| procerkoid                     | tasiemce                                            |
| redia                          | przywry wnętrzniaki                                 |
| sporocysta                     | przywry wnętrzniaki, apikompleksy                   |
| stomoblastula                  | gąbki                                               |
| ślepica                        | minogi                                              |
| tornaria                       | jelitodyszne                                        |
| trochofora                     | niektóre mięczaki, pierścienice                     |
| wągier                         | tasiemce                                            |
| weliger (żeglarek)             | większość mięczaków                                 |
| żywik                          | dziesięcionogi                                      |

## Owady
Larwy owadów o przeobrażeniu zupełnym nie są podobne do imagines, podczas gdy większość larw owadów o przeobrażeniu niezupełnym przypomina postać dorosłą danego gatunku.

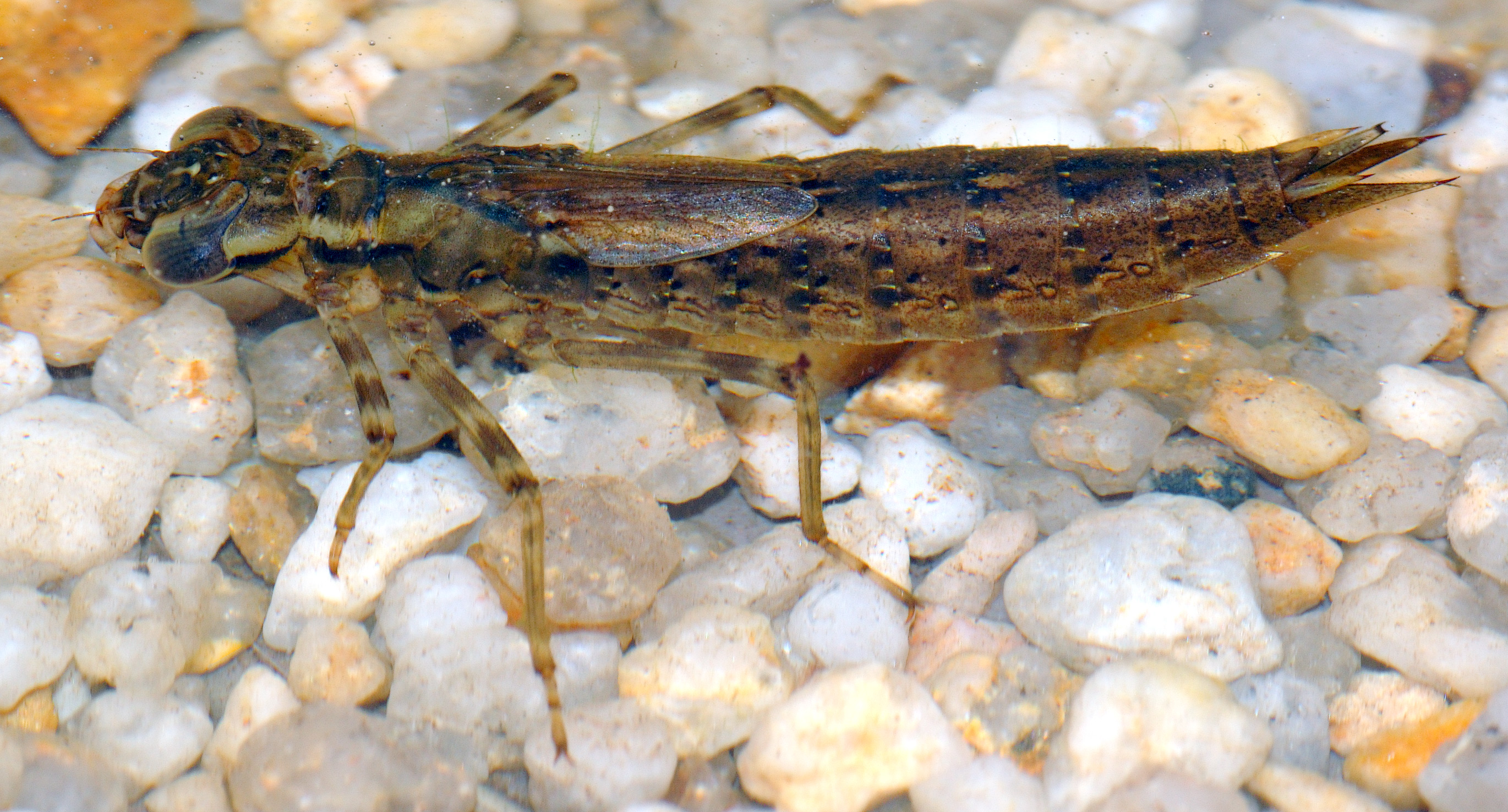
Oligopodialna larwa ważki żagnicy sinej

W zależności od etapu opuszczenia jaja, co wiąże się z liczbą odnóży, wyróżnia się:
- larwy oligopodialne
- larwy polipodialne
- larwy postoligopodialne
- larwy protopodialne
- larwy apodialne (larva apodia) – larwy bez odnóży, występują m.in. u muchówek i błonkówek.

Inne nazwy stosowane w entomologii, uwzględniające kształt larwy lub sposób życia:
- larwy kampodeowe (kampodealne)
- larwy pędrakowate (scarabeiformes) (zobacz: pędrak)
- larwy gąsienicokształtne (euricikształtne)
- ośliczkowate larwy omarlicowatych (Silphidae)
- larwy cyklopoidalne pasożytniczych błonkówek

## Płazy
Larwa płazów nazywana jest kijanką. Wyróżnia się dwa jej typy: larwę limnofilną charakterystyczną dla wód stojących (np. u traszek) oraz larwę reofilną charakterystyczną dla wód płynących (np. u salamandry).